# Pfarrkirche Lauter

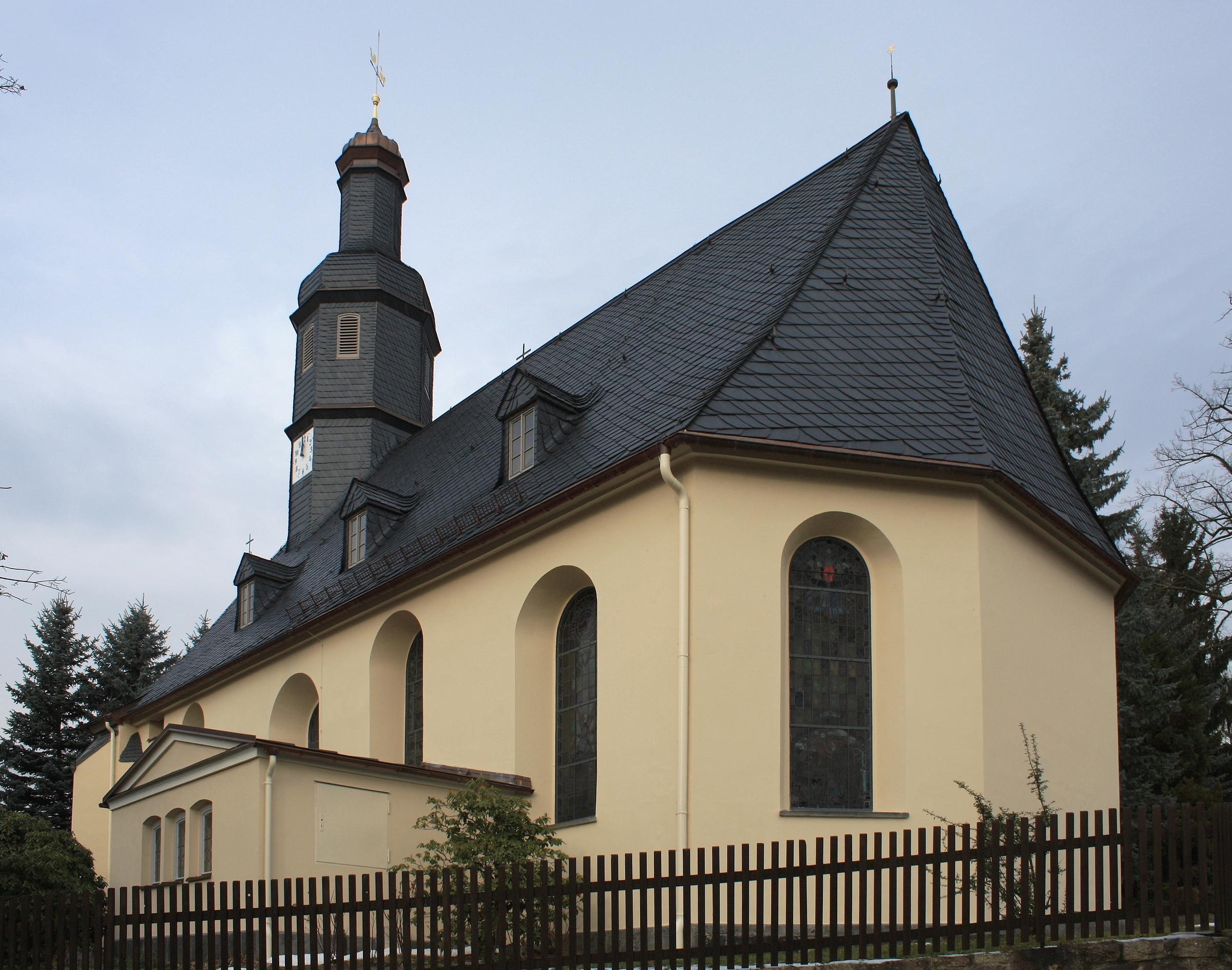
Pfarrkirche Lauter

Die evangelisch-lutherische Pfarrkirche in Lauter in der Stadt Lauter-Bernsbach ist eine kleine Saalkirche im sächsischen Erzgebirge.

## Geschichte
Nachdem die um 1500 errichtete Vorgängerkirche wegen Baufälligkeit am 8. Mai 1628 abgerissen worden war, errichtete man an derselben Stelle ein neues Gotteshaus. Bereits am 18. September 1628 war das Dach gedeckt und Wetterhahn sowie Turmknopf wurden angebracht. Neun Tage später wurden auch die Glocken aus der Freiberger Werkstatt der Familie Hilliger auf den Turm gezogen. Am 28. September weihte  Christian Portenreuther, der Pfarrer von Aue, wohin Lauter noch bis 1737 gepfarrt war, das neue Gotteshaus ein.

## Architektur
Der verputzte Bruchsteinbau hat einen dreiseitig geschlossenen Chor und einen schieferverkleideten oktogonalen Dachreiter mit einer geschweiften Haube. Die Eingangshalle an der Westseite mit einem Aufgang zu den Emporen wurde 1728 angebaut.
Die Grundfläche des Gotteshauses beträgt rund 12 × 25 Meter.

## Innenraum
Die flache Felderdecke des Saals ist mit einer 1952 wieder freigelegten und ergänzten ornamentalen Bemalung versehen. Die Brüstungsfelder der umlaufenden Emporen wurden im 18. Jahrhundert mit Leinwandbildern geschmückt, die 37 Szenen aus dem Alten und Neuen Testament zeigen. Der mit einer Kreuzigungsgruppe bekrönte barocke Altar aus dem 17. Jahrhundert zeigt als Reliefdarstellung die Auferstehung Christi. Die polygonale Holzkanzel aus dem 17. Jahrhundert wurde in die südliche Empore einbezogen. Ihre Brüstungsfelder sind mit Schnitzfiguren der Evangelisten und dem Lamm Gottes versehen, eine Christusfigur mit Lamm trägt den Korb. Eine Steinfigur an der nördlichen Chorwand stellt den Apostel Andreas dar und wurde vermutlich vor dem Bau der Kirche angefertigt. Unter der Nordempore und im Treppenaufgang der Vorhalle sind Sargschilde bergmännischer Brüderschaften angebracht. Die Orgel im Prospekt von 1777 wurde 1980/81 von Jehmlich eingebaut.

## Geläut
Das Geläut besteht aus drei Bronzeglocken, der Glockenstuhl ist aus Eichenholz gefertigt
Im Folgenden eine Datenübersicht des Geläutes:
| Nr. | Gussdatum | Gießer                      | Durchmesser | Masse  | Schlagton |
| --- | --------- | --------------------------- | ----------- | ------ | --------- |
| 1   | 1627      | Glockengießerei G. Hilliger | 955 mm      | 450 kg | a'        |
| 2   | 2008      | Glockengießerei A. Bachert  | 770 mm      | 256 kg | c''       |
| 3   | 1771      | Glockengießerei unbekannt   | 640 mm      | 170 kg | f''       |

## Pfarrhaus

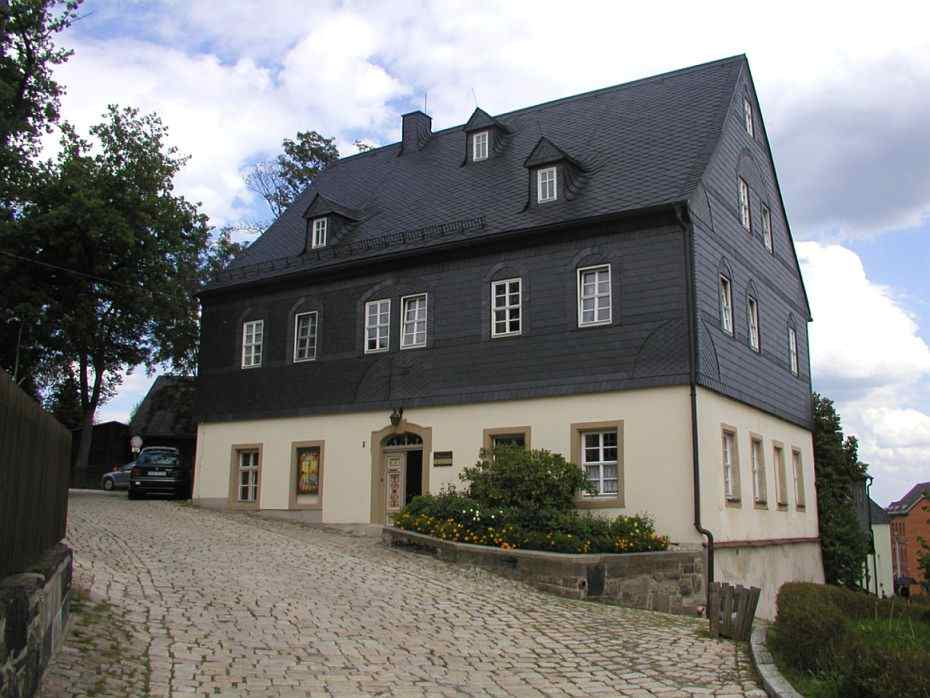
Pfarrhaus

Das zweigeschossige Gebäude mit einem Satteldach ist im Erdgeschoss als verputzter Bruchsteinbau mit Kreuzgrat und Tonnengewölbe ausgeführt, im Obergeschoss als schieferverkleidetes Fachwerk. Das barocke Portal mit Ohrenrahmung ist mit 1738 bezeichnet.